# 동인 (문화)
동인(同人)은 같은 취미나 활동, 목표를 갖고 활동하는 사람 혹은 그러한 사람들의 모임을 일컫는 말이다. 이전에는 문화 예술 분야에서 상업성을 띠지 않고 순수한 창작과 상호 교류를 위해 활동하는 단체를 가리켰으나 현재는 만화, 소설, 미술 작품, 음악, 애니메이션, 비디오 게임 등을 제작하는 아마추어 창작 집단 전반을 가리킨다. 몇몇 전문 창작자들도 일반적인 출판 산업 바깥에서 동인으로서 창작을 하기도 한다.

## 문학 동인
문학 동인은 메이지 시대에 비슷한 와카, 시가, 소설 작가들이 협동하여 문학 동인지를 출간한 것이 그 시초이며, 많은 문학지들이 현재까지 이어져 오고 있다. 현대의 많은 문학가들이 이러한 동인 출신이기도 하다.

## 만화 동인
만화 동인은 제2차 세계 대전 이후 일본에서 등장했다. 가면라이더, 사이보그 009 등의 이시노모리 쇼타로, 도라에몽의 후지코 후지오 등 일본의 만화가들은 후지코의 신만화당(新漫画党) 등의 동인을 형성했다. 이 당시의 동인은 만화가들이 전문적으로 데뷔하기 위한 발판으로서 사용되었다.
이러한 관행은 수십 년이 지나면서 바뀌어 갔고, 창작 동인의 규모는 크게 확장되었으며, 수많은 창작자들과 팬들을 끌어모아 학교 부활동 등에까지 동인이 형성되게 되었다. 1975년 도쿄도에서 제1회 코믹마켓이 개최되었다. 개인 출판 기술의 발달 또한 동인 작가들이 작품을 제작, 출간, 홍보하기 쉽게 하여 이러한 확장을 가속화했다. 현대의 열렬한 동인 팬들은 정기적인 동인지 즉매회에 참가하며, 이 중 최대는 도쿄 빅 사이트에서 매년 여름과 겨울 개최되는 코믹마켓이다. 이곳에서는 참가자들에 의해 수많은 동인 물품들이 거래된다. 다른 창작자의 작품에 기반한 동인 제작은 저작권 소송의 위험을 줄이기 위해 소수로, 저가로 판매된다. 이는 수요가 많은 유능한 제작자와 동인 서클의 물품들이 다 팔리기 전에 운 좋게 손에 넣을 수 있는 기회를 주기도 한다.

## 동인 활동의 종류
- 동인지
- 동인 소프트웨어, 동인 게임
- 동인 음악
- 넓은 의미에서 인디 밴드, 인디 영화, 아마추어 연극도 동인 활동의 범위에 들어간다.